# Emil Rausch
Emil A. Rausch (Berlijn, 11 september 1882 - Berlijn, 14 september 1954) was een Duits zwemmer.

## Biografie
Tijdens de Olympische Zomerspelen van 1904 won hij in het Amerikaanse Saint Louis de gouden medaille op de 880 yards en de 1 mijl vrije slag en de bronzen medaille op de 220 yards vrije slag. 
Op de Olympische Zomerspelen van 1906 won hij met de Duitse ploeg op de 4x250 meter vrije slag estafette, op de 1 mijl eindigde hij als vijfde
In 1968 werd hij opgenomen in de International Swimming Hall of Fame. 

## Onderscheidingen
- 1968: opname in de International Swimming Hall of Fame [1]